# Роберт Кінг Мертон
Роберт Кінг Мертон (ім'я при народженні — Меєр Роберт Школнік, англ. Meyer Robert Schkolnick; 5 червня 1910, Філадельфія, США — 23 лютого 2003, Нью-Йорк, США) — американський соціолог, один з засновників школи структурно-функціонального аналізу.

## Біографія
Народився 4 липня 1910 року в Філадельфії, у родині єврейських емігрантів з Російської імперії соціалістичних поглядів. Освіту одержав у Темпльському і Гарвардському університетах. Там же в Гарварді захистив докторську дисертацію й почав викладацьку діяльність. У науковій автобіографії Мертон відзначає, що на його погляди дуже вплинули Сорокін, Парсонс, а особливо Лазарсфельд, що розробляв проблематику методології застосування соціальних й емпіричних наук у соціологічних дослідженнях. Мертон створив парадигму структурного функціоналізму, що була орієнтована на стандарти емпіричних досліджень. За допомогою цієї парадигми він обґрунтував конкретні теорії — соціальної структури й аномії, науки, бюрократії. Ця парадигма орієнтована на теорії середнього рівня. 1957 року Мертона обрали президентом Американського соціологічного товариства. Мертон автор понад 10 книг. Ще стільки ж вийшли під його редакцією. Помер Мертон в 2003 році.

## Соціологія науки
Мертон сформував основи соціологічного аналізу науки як особливого соціального інституту з властивими йому ціннісно-нормативними регулятивами. Мета науки, з погляду Мертона, полягає в постійному зростанні масиву верифікованого наукового знання. Для досягнення цієї мети необхідно дотримуватися чотирьох основних імперативів наукового етосу:
1. універсалізм (позаособистісний характер наукового знання),
2. комунізм (відкритість результатів наукових досліджень для наукової спільноти)[8],
3. безкорисливість (вибудовування наукової діяльності так, ніби крім осягнення істини немає ніяких інтересів),
4. організований скептицизм (виключення некритичного прийняття результатів дослідження).

## Структурний функціоналізм
Роберта Мертона можна вважати одним із засновників структурного функціоналізму. За допомогою нього йому вдалося обґрунтувати свої теорії аномії та соціальної структури.
Великий вплив на Мертона справив Еміль Дюркгайм та його теорія соціальної аномії. Також Мертон зазнав великого впливу Питирима Сорокіна та Пауля Фелікса Лазарсфельда.
У своїй теорії структурного функціоналізму Мертон виділяє два основних поняття, а саме: «дисфункція» та «функція». Мертон визначає дисфункцію як спостережувані наслідки, через які послаблюється пристосування даної системи до навколишнього середовища та її саморегуляція. Значення функції він визначає навпаки, вона допомагає цьому середовищу пристосуватися до навколишнього середовища та допомагає саморегуляції цього середовища.
Також Мертон поділяє функції на явні та латентні.
Він зазначає, що першорядним значенням для соціології має вивчення латентних функцій і дисфункцій.

## Теорія соціальної аномії
Мертон визначає теорію соціальної аномії як соціологічну теорію причин злочинності у сучасному суспільстві. У своїй книзі «Соціальна структура та аномія» автор розглядає аномію як стан нормативної невизначеності, який виникає з таких з неузгодженостей у соціальній структурі, коли різні її сегменти ставлять нормативні вимоги до індивіда та котрі не можуть одночасно задовольнятися
Мертон виділив п'ять реакцій на аномію:
1. підпорядкування (емоційне прийняття цілей та засобів);
2. інновація (прийняття цілей при відкиданні інституційно пропонованих засобів);
3. ритуалізм (емоційне прийняття засобів при відмові від цілей);
4. ретритизм (відступництво) (емоційне відкидання схвалюваних цілей і засобів);
5. бунт (повна відмова від старих цілей і засобів і спроба замінити їх новими);

Окремим випадком інноваційного пристосування до аномії, характерним для сучасного американського суспільства, є «незаконне пристосування», тобто прийняття цінності грошового успіху і вибір незаконних (культурно не схвалюваних, але технічно ефективних) засобів її досягнення, визначається неможливістю досягти цієї мети законними засобами.

## Теорії середнього рівня
Для спостереження і вивчення функцій Р. Мертон запропонував методологічний інструмент, який називається «теорії середнього рівня».
В розробці цього підходу Мертон відкрито дистанціювався від «загальних» або «великих» теорій, зокрема теорії соціальної системи Талкотта Парсонса й історичного матеріалізму Карла Маркса. Але водночас Мертон застерігав від деталізованого опису поведінки, соціального контексту та інтерпретацій значень, які люди надають своїй поведінці, що Кліфорд Гірц згодом назвав «насиченим описом».
Для обґрунтування цього підходу Мертон висунув дві базові тези:
1. неможливо визначити таку незалежну змінну, яка працювала б у всіх контекстах;
2. соціологічну теорію найкраще розвивати як відокремлені гіпотези, що мають справу з окремими спостереженнями або типами феноменів[9].

Теорії середнього рівня покликані категоріально оформити сполучний міст між конкретними дослідженнями і загальною соціологічною теорією. Теорію принципово використовують для внутрішньої організації емпіричних досліджень. Вона виступає посередником між загальними теоріями соціальних систем, що занадто віддалені від особливих проявів класів тих чи інших типів соціальної поведінки, для того, щоб «пояснювати те, що підлягає спостереженню, і давати деталізовані, упорядковані характеристики особливостей, що взагалі не узагальнені». Саме тут, на середньому рівні, як підкреслює Р. Мертон, соціологія виконує свою основну роль у суспільстві. Теорії середнього рівня, зрозуміло, містять абстрактні поняття, але вони досить тісно пов'язані зі спостережувальними даними, щоб їх можна було ввести у твердження, що допускають емпіричну перевірку.

## Основні праці
- Social Theory and Social Structure (1949)
- On the Shoulders of Giants: A Shandean Postsript (1965)
- The Sociology of Science (1973)
- Sociological Ambivalence (1976)
- On the Shoulders of Giants: A Shandean Postscript (1985)
- The Matthew effect in science. Science 159, p. 59-63 (1968)
- The Travels and Adventures of Serendipity: A Study in Sociological Semantics and the Sociology of Science (2004)

## Цікаві факти
- Син Роберта К. Мертона — Роберт Кархарт Мертон (англ. Robert Carhart Merton) — лауреат Нобелевської премії з економіки 1997 року.